# Sitio de Puerto Príncipe (1793)
El Sitio de Puerto Príncipe fue un asedio ocurrido en colonia francesa de Saint-Domingue (actual Haití) desde el 12 de abril hasta el 14 de abril de 1793.

## Rebelión de los colonos
El 25 de enero de 1793, los colonos, encabezados por Borel, se rebelan contra los comisarios Sonthonax y Polverel. Los colonos realistas "Grand blancs" y ricos propietarios de esclavos y los "Petit blancs", modestos o pobres, o anteriormente, colonos republicanos, se unen en su oposición común a los mulatos y la gente de color libre . Los colonos arman a sus esclavos, unen fuerzas con los soldados del regimiento de Artois y se hacen dueños de Puerto Príncipe. Los insurgentes luego envían una carta a Londres declarándose dispuestos a pasar bajo la soberanía del Reino de Gran Bretaña a cambio de la conservación de sus leyes.

## Asedio
Tropas leales a los comisarios comandados por los generales Lassale, europeo, y Beauvais, mulato, ponen entonces sitio a la ciudad. Los representantes Sonthonax y Polverel establecen su base en el puerto de San Marcos y a la cabeza de la armada  atacan por mar. El 12 de abril las fuerzas de los comisarios lanzan un ataque general por mar y tierra. El barco de los comisarios sufre graves daños por los cañones rebeldes y se produce un incendio, pero se extingue.
Intensamente bombardeado con 4.000 a 5.000 balas, Port-au-Prince capitula el 14 de abril de 1793. Borel, el líder de los insurgentes, huye a Jamaica, sus esclavos son desarmados y regresan a sus plantaciones.